# عملية معا إلى الأمام
عملية معاً إلى الأمام أو عملية التقدم للأمام معا (بالإنجليزية: Operation Together Forward) كانت عبارة عن خطة أمنية غير ناجحة في العراق، كانت تهدف إلى تقليل مستوى العنف في بغداد التي شهدت ارتفاعاً كبيراً في مستوى العنف منذ تفجير ضريح العسكريين في منتصف فبراير 2006.
وأعلن رئيس الوزراء نوري المالكي (الذي عُيِن حديثاً) عن الخطة في 14 يونيو 2006.